# ツトゥヒル族
ツトゥヒル族（ツトゥヒルぞく、Tz'utujil）は、マヤ人に属する民族で、グアテマラのソロラ県に主に居住する。マヤ語族のツトゥヒル語を話す。

## 分布
ツトゥヒル族はアティトラン湖南沿岸のサンティアゴ・アティトラン、西沿岸のサン・ペドロ・ラ・ラグナなどの7つのムニシピオに主に住んでいる。ツトゥヒル族というのはあくまで言語による分類であり、住民はひとつのまとまった民族としての意識を持っていない。

## 文化
キリスト教化しているにもかかわらず、ツトゥヒル族はマヤの伝統的な暦に従って祭儀を行っていることで知られる。また、マヤの信仰とキリスト教が習合したマシモンまたはリラフ・マムという神格に対する信仰でも知られる。

## 歴史
1524年にペドロ・デ・アルバラードの率いるスペイン軍はカクチケル族の力を借りてツトゥヒルを征服した。1547年以降、スペイン人は都市を作ってツトゥヒル族を集中的に住ませたが、辺境に住んでいたために異文化を押しつけられることが少なく、植民地時代を通じて文化的な自治を比較的よく保った。
サンティアゴ・アティトランでは1970年代にはまだ男性の大半と女性のほぼすべてが伝統的な衣裳を身につけており、スペイン語よりもツトゥヒル語の方を主に話していた。その後、交通の発達と、人口増大により出稼ぎが増えたことによって他の地域との接触が盛んになり、伝統的生活は急激に変化した。
グアテマラ内戦中の1980年代にはサンティアゴ・アティトランの人口2万人のうち1700人が虐殺された。1990年に駐屯兵たちがサンティアゴ・アティトランの店の娘を強姦して盗みや破壊行為を働く事件が起き、これに抗議するために集まった非武装の現地人に対して兵士が発砲して13人が即死する事件が起きた。すでに内戦が収束に向かっていた時期に虐殺が起きたことに対して国際的な非難が集まり、政府はサンティアゴ・アティトランの駐留軍を撤退させた。